# Parc Natural del Montseny
El Parc Natural i Reserva de la Biosfera del Montseny és un parc natural que protegeix part del massís del Montseny. Forma part dels 14 espais naturals que gestiona la Diputació de Barcelona. Es va establir el 1928 tot i que no obtingué la reglamentació fins a l'any 1977 i és gestionat per la Diputació de Barcelona des de 1977 i per la Diputació de Girona des de l'any 1978. També des de l'any 1978 és reserva de la biosfera de la UNESCO. Es va nomenar com a parc natural l'any 1987. Abasta part dels termes municipals d'Aiguafreda, Arbúcies, Breda, el Brull, Campins, Cànoves i Samalús, el Figueró i Montmany, Fogars de Montclús, la Garriga, Gualba, Montseny, Riells del Montseny, Sant Esteve de Palautordera, Sant Feliu de Buixalleu, Sant Pere de Vilamajor, Seva, Tagamanent  i Viladrau. El cim del parc és el Turó de l'Home, de 1.706,7 metres.

## Agermanaments

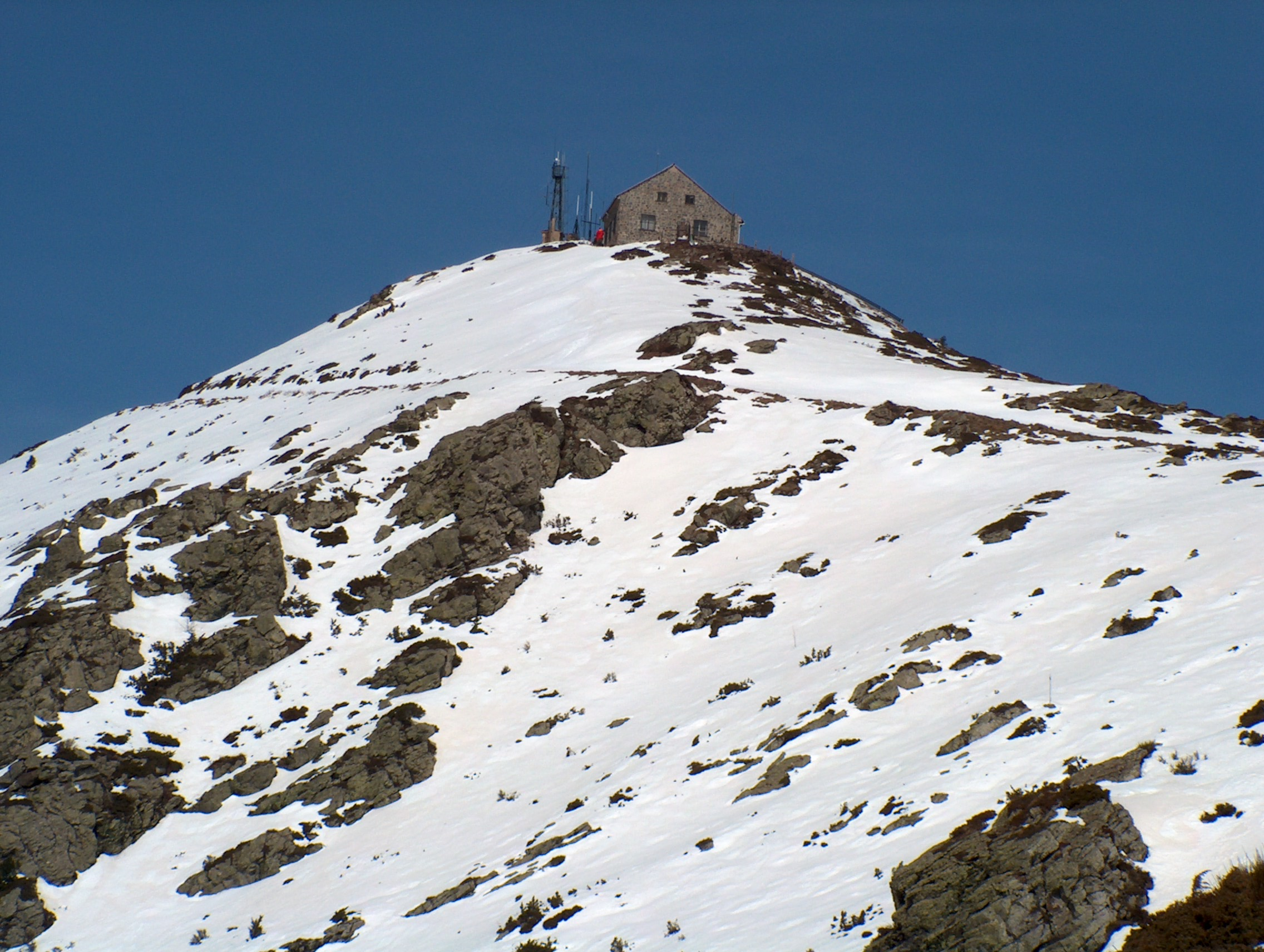
Observatori del turó de l' home

Mapa del Parc Natural i Reserva de la Biosfera del El Montseny

El Parc Natural i Reserva de la Biosfera del Montseny està agermanat amb el Parc National des Cévennes (França) des del 1987, i amb el Parque Internacional La Amistad (Costa Rica i Panamà), des del 1994, ambdós declarats també reserva de la biosfera. Amb tots dos manté sengles programes d'actuació triennals que han permès desenvolupar múltiples accions conjuntes.

## Situació i accessos
El Parc Natural i Reserva de la Biosfera del Montseny és un Espai d'interès natural que forma part de la Xarxa de Parcs Naturals que gestiona la Diputació de Barcelona. Se situa a la Serralada Prelitoral Catalana, de la qual és el massís més enlairat. Ocupa una extensió de 30.120 ha distribuïdes entre divuit municipis que pertanyen a tres comarques (Osona, la Selva i el Vallès Oriental). Els seus límits naturals són la riera d'Arbúcies, els cursos alts de la riera Major i del riu Gurri, el riu Congost i la plana del Vallès.
Tres grans conjunts muntanyosos configuren el massís: la carena del turó de l'Home (1.706 m) i les Agudes (1.703 m), el Matagalls (1.697 m) i el pla de la Calma (Puig Drau 1.344 m), que, units pels colls de Sant Marçal i de Collformic respectivament, encerclen la conca alta del riu Tordera.

## Geografia física

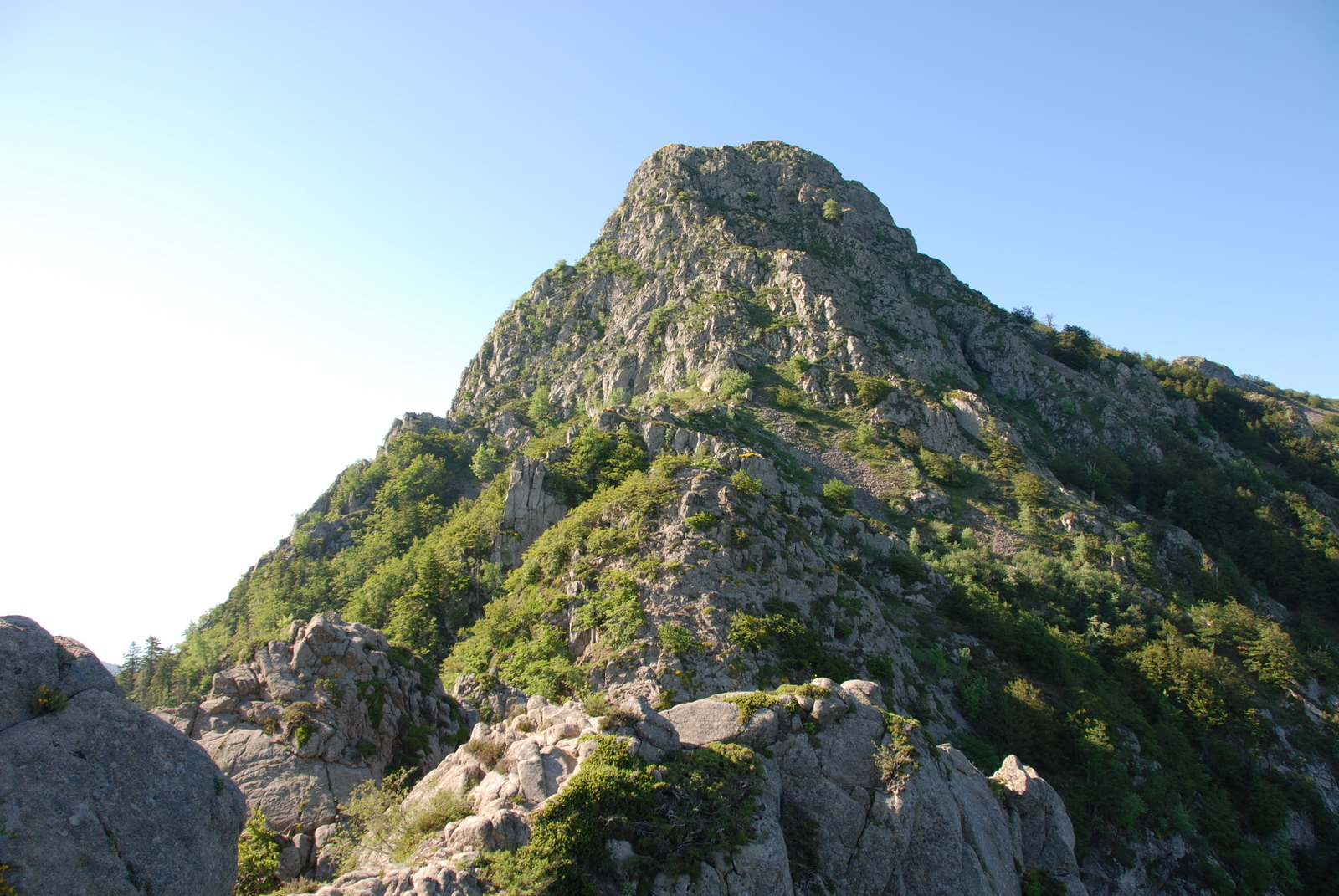
Les Agudes, massís del Montseny

Geològicament, el massís del Montseny s'estructura en dues parts ben diferenciades: d'una banda, el sòcol, compost pels materials més antics (entre 550 i 300 milions d'anys) i format per roques ígnies i metamòrfiques; d'altra banda, la cobertora, constituïda fonamentalment per roques sedimentàries dipositades durant les eres geològiques mesozoica i cenozoica, és a dir, des de fa uns 300 milions d'anys fins avui en dia.

## Vegetació
Les diferències d'humitat i temperatura expliquen la vegetació que es desenvolupa al Montseny. A manera d'estatges, i a la vegada que es guanya en alçada, es reprodueixen les formacions vegetals característiques de la Mediterrània a les parts baixes (alzinars, suredes i pinedes), de la muntanya mitjana plujosa més amunt (alzinar muntanyenc i rouredes), d'ambients centreeuropeus per sobre dels 1.000 m (fagedes i avetoses) i, fins i tot, d'ambients subalpins als cims (matollars i prats culminals).
La confluència d'aquests factors en un relleu abrupte, solcat de torrents i cingleres, dona com a resultat una extraordinària varietat d'hàbitats. Nombroses espècies, provinents del sud o del nord, s'arreceren als diversos ambients de la muntanya. Espècies relictuals i exemplars aïllats que habiten el Montseny l'últim racó on establir-se, com la dròsera, l'herba de Sant Segimon o la genciana groga, entre d'altres, confereixen un alt valor ecològic a aquestes contrades.

## Fauna

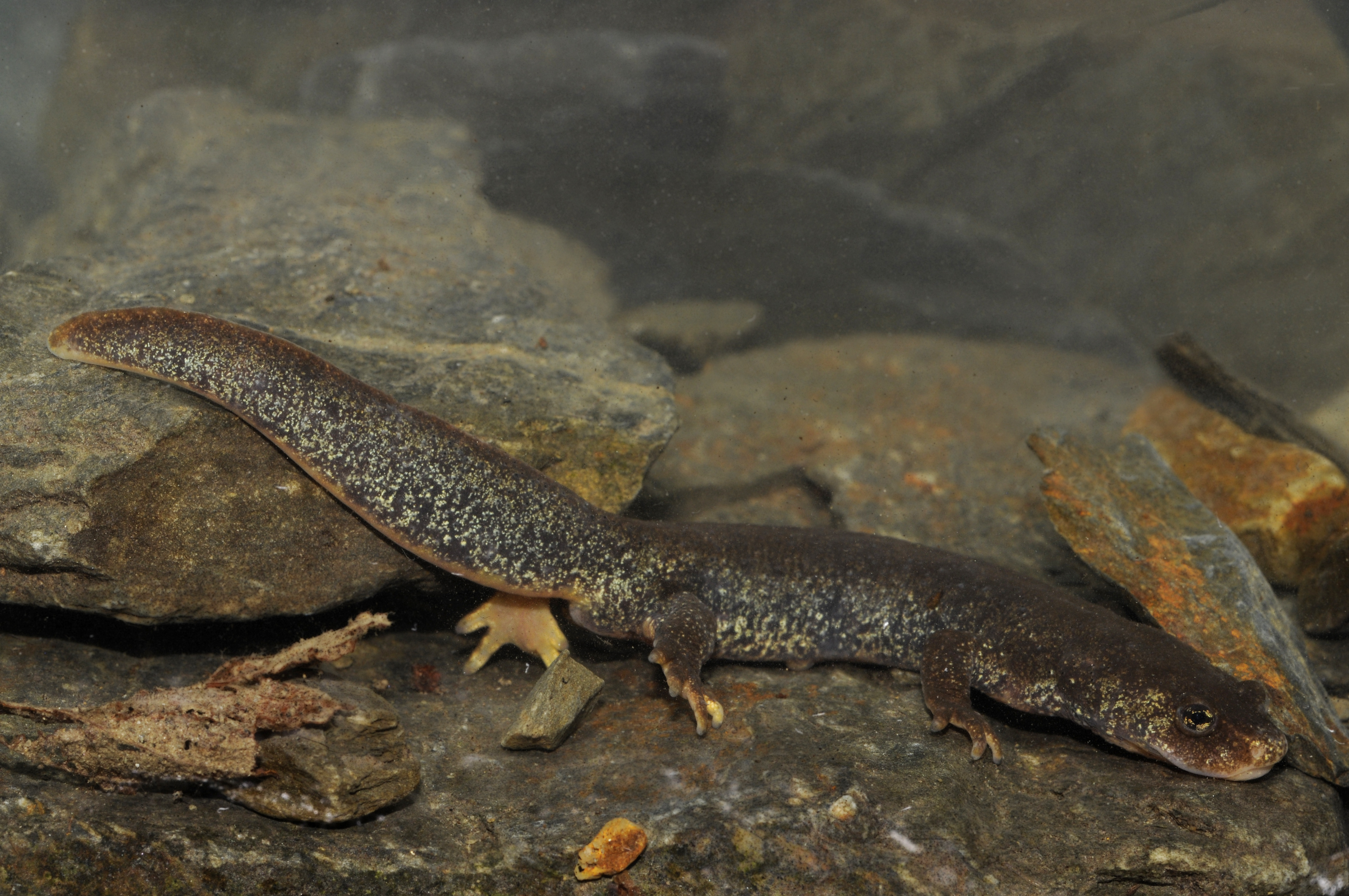
Tritó del Montseny

En estreta relació amb la distribució de la vegetació, la fauna montsenyenca es caracteritza també per l'existència d'espècies típiques de terres centreeuropees a les zones altes del massís i per la fauna pròpia d'ambients mediterranis més meridionals a les parts baixes. La coincidència d'aquests dos grans grups en un espai relativament reduït es deu al fet que un gran nombre d'espècies hi troben les condicions adients per a desenvolupar-se. Com a mostra d'aquesta extraordinària diversitat, només cal dir que s'han citat al voltant de 270 espècies de vertebrats. El caràcter boscós del Montseny determina en gran manera la fauna que l'habita. A l'alzinar es troben el senglar, la guineu, la geneta o la rata cellarda entre els mamífers més coneguts; l'astor, el gaig o el pit-roig entre les aus més comunes, i diversos tipus d'amfibis, rèptils i peixos.
El que li confereix un caràcter més singular a la fauna, però, són les espècies d'influència centreeuropea, que sovint resten aïllades, com és el cas de la granota roja, el tritó del Montseny, única espècie de vertebrat endèmica de Catalunya, o la musaranya d'aigua. Altres espècies de distribució típicament centreeuropea són la llebre, el liró, el grasset de muntanya, el pinsà borroner, el llangardaix verd i l'escurçó.

## Paisatge

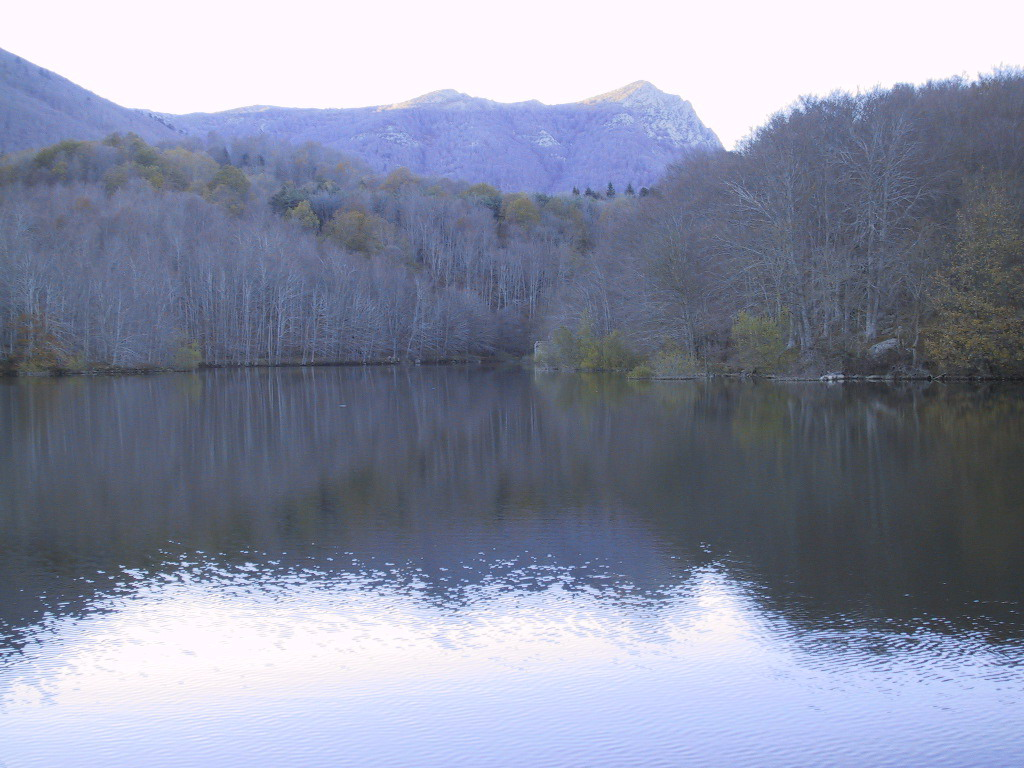
Embassament de Santa Fe

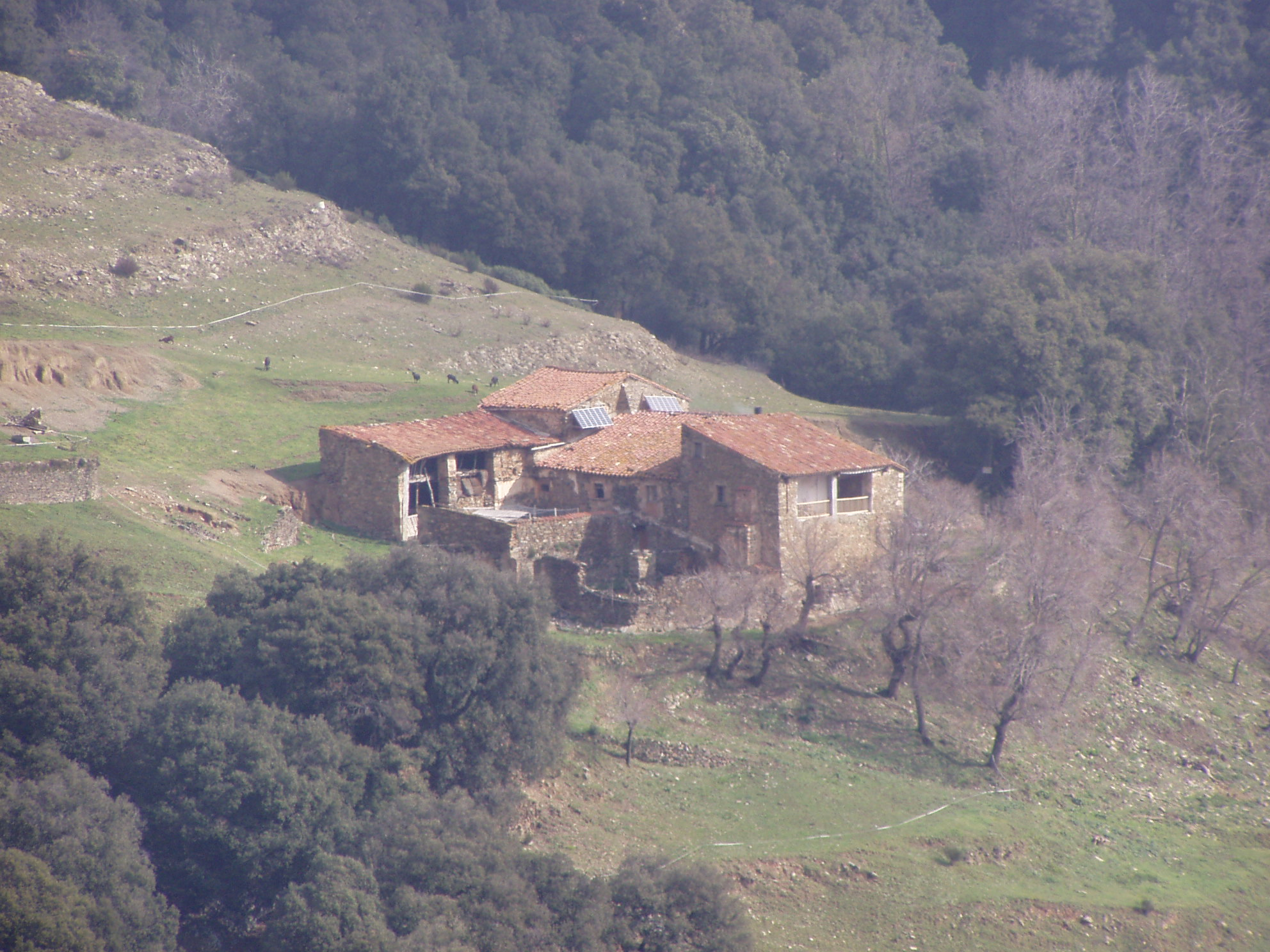
El Cortès. Masia habitada a més de 800 metres sobre el nivell del mar

El Montseny, enlairat entre les planes de les comarques del Vallès, Osona i la Selva, es presenta com un bloc muntanyós de perfil característic i altiu, visible des de molts indrets de Catalunya i conegut arreu per la bellesa dels seus paisatges. Precisament, el nom del massís, que prové del llatí Mont Signus (mont senyal), palesa la fisonomia del seu relleu. S'hi troben:
- Boscos mediterranis
- Boscos centreeuropeus
- Prats i landes
- Rius i rierols
- Tarteres, esqueis i penya-segats
- Conreus i erms

## Història i ocupació humana

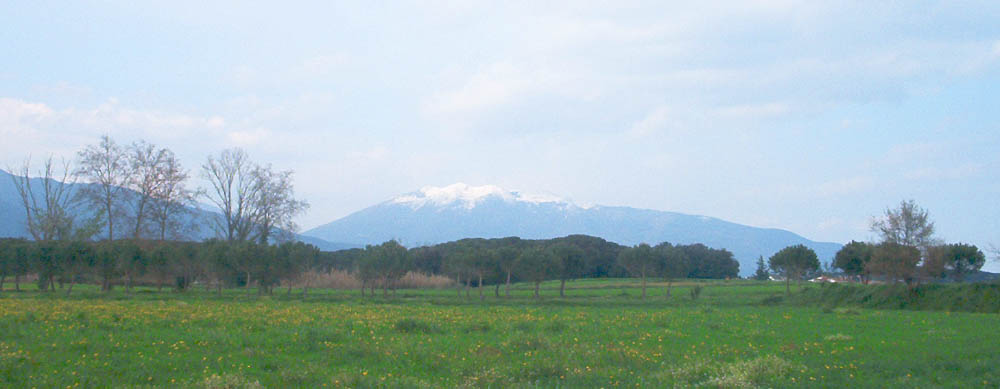
El Montseny des de Cardedeu

L'aprofitament dels recursos naturals a les muntanyes sol ser posterior al de les planes, molt més favorables per a l'establiment de les comunitats humanes. Així i tot, el poblament al Montseny data de temps prehistòrics, com ho testimonien les troballes de destrals i ganivets de pedra a Aiguafreda, el Brull, Montseny i Sant Marçal; els megàlits de la serra de l'Arca i les pinedes, o el menhir del pla de la Calma.
Al període ibèric es comencen a ocupar de manera estable els turons i els pobladors s'endinsen cap a la muntanya. Així ho evidencien el castell del turó de Montgròs al Brull i els assentaments fortificats de Montclús a Sant Esteve de Palautordera i de can Flaquer a Samalús.
Del període romà daten construccions com la vil·la romana de Can Tarrés i altres a les planes veïnes tot seguint la Via Augusta i la Via Ausa. No és fins a l'edat mitjana que es generalitzen els establiments interiors de manera dispersa i l'explotació dels recursos naturals s'intensifica. Aquest procés assoleix el seu màxim al segle xix, moment a partir del qual s'inicia un lent despoblament. D'aquesta època daten l'església amb pintures preromàniques de Sant Pere Desplà (Arbúcies) i el castell de Montsoriu, mostra d'arquitectura militar de l'època.
Actualment, la regressió de les activitats agrícoles, forestals i ramaderes ha propiciat un canvi de les economies familiars. Altres activitats, fonamentalment de serveis com el turisme rural, la restauració i l'hostaleria, complementen les rendes i conviuen amb l'extensa cultura agropecuària de la zona.

## Programes i activitats

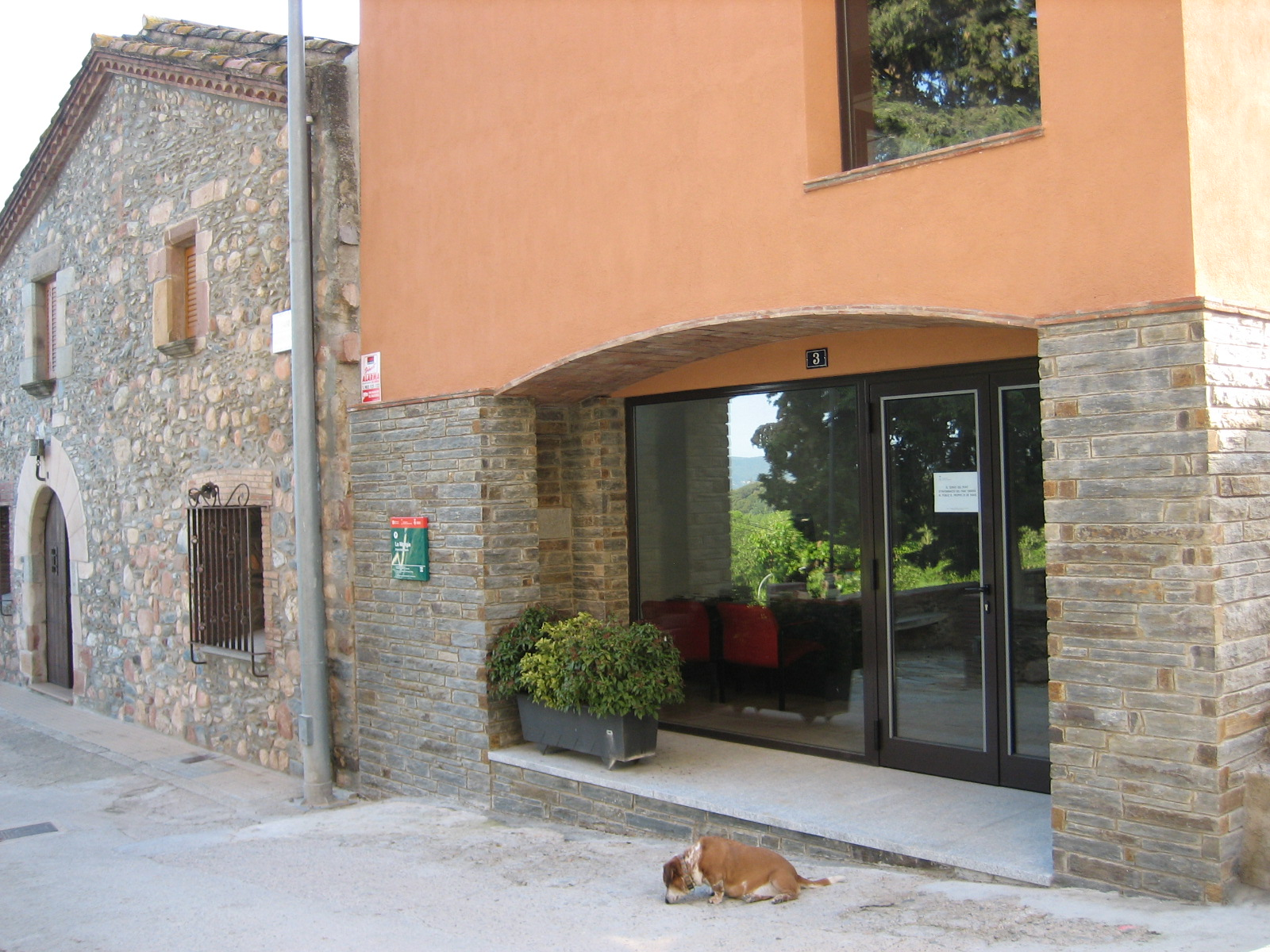
La Mongia de Vilamajor, punt d'Informació del Parc Natural a Sant Pere de Vilamajor

### Programa Viu el parc
Viu el parc és un programa organitzat per l'Àrea d'Espais Naturals i Infraestructura Verda de la Diputació de Barcelona amb la col·laboració dels ajuntaments de l'àmbit de cada parc. Ofereix una sèrie d'activitats plàstiques, escèniques, musicals, literàries, folklòriques i de difusió del patrimoni natural i cultural que es porten a terme, durant un determinat període de l'any, tant a l'interior dels parcs com en els municipis que tenen el seu terme municipal dins dels límits de l'espai protegit.
El programa Viu el parc del Parc Natural i Reserva de la Biosfera del Montseny es desenvolupa entre els mesos de juliol i novembre.

### Programa escolar Coneguem els Nostres Parcs
Coneguem els Nostres Parcs és un programa d'educació ambiental destinat a promoure el coneixement dels espais naturals entre els docents i els escolars de la província de Barcelona. La participació en l'activitat és totalment gratuïta. El programa és una iniciativa de l'Àrea d'Espais Naturals i Infraestructura Verda de la Diputació de Barcelona en col·laboració amb els ajuntaments que hi participen.
L'activitat s'adreça específicament al sisè nivell de l'educació primària i consta de dues fases que tenen lloc en dos dies diferents: una sessió de treball a l'escola i una visita al parc. Els espais naturals que es visiten són el Parc Natural i Reserva de la Biosfera del Montseny, el Parc Natural de Sant Llorenç del Munt i l'Obac, el Parc del Montnegre i el Corredor, el Parc del Garraf, el Parc del Castell de Montesquiu, l'Espai Natural de les Guilleries-Savassona i el Parc Agrari del Baix Llobregat.
La filosofia del programa és sensibilitzar els participants sobre el valor social i ecològic dels espais naturals, en els quals es du a terme una gestió activa de conservació que cerca l'equilibri entre el manteniment dels ecosistemes, el desenvolupament socioeconòmic de la població i l'ús públic de l'espai.